# Capella de Sant Bernat
La Capella de Sant Bernat és un edifici que forma part de l'Inventari del Patrimoni Arquitectònic Català de la ciutat de Solsona (Solsonès).

## Descripció

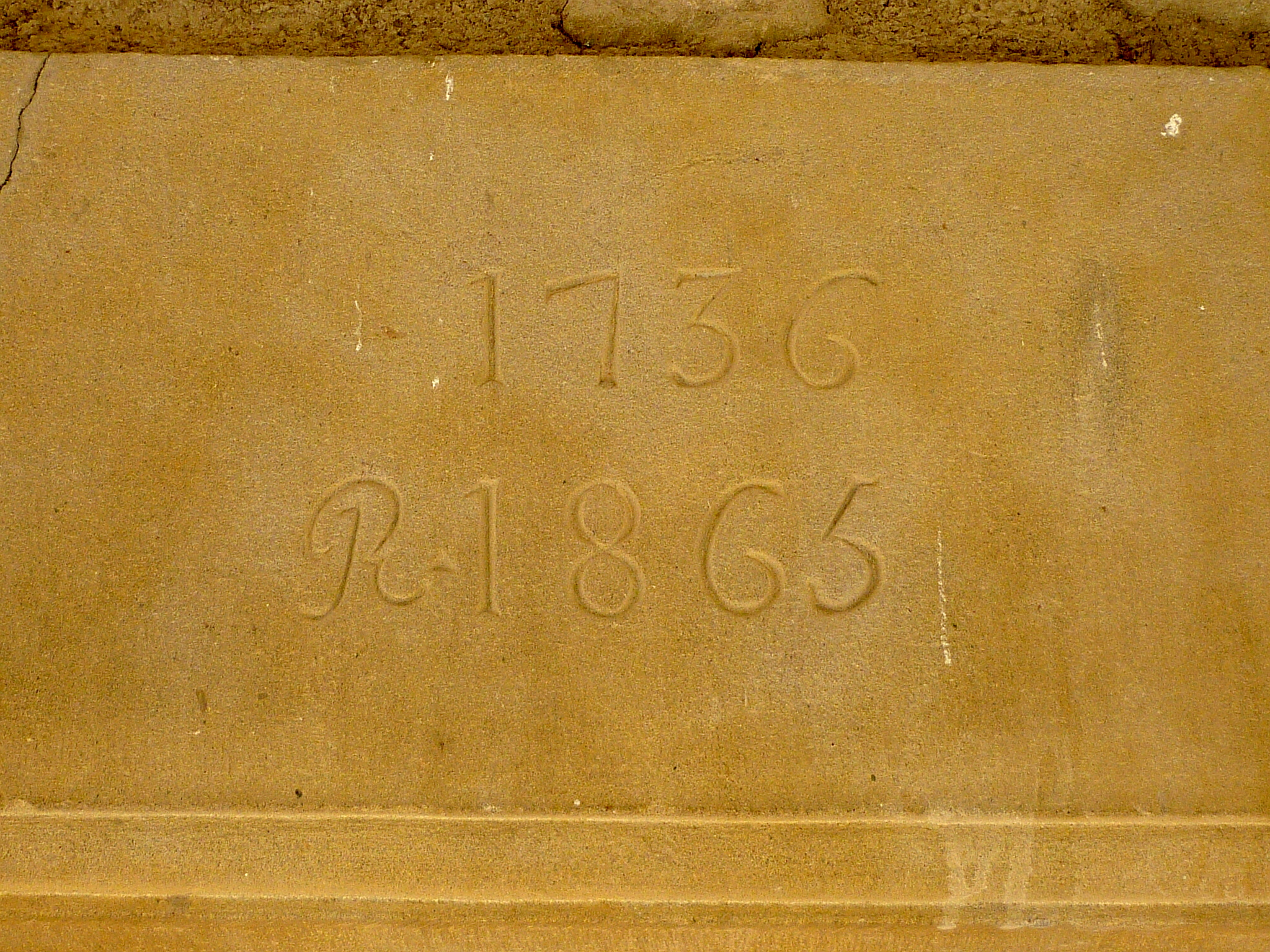
Llinda

Es tracta d'una petita capella d'estil neoclàssic rural. Orientada nord-sud. La porta d'entrada es troba a la cara sud, és rectangular amb una llinda de pedra que porta dues dades: 1736 i 1865; damunt de la porta hi ha un petit rosetó. L'interior està arrebossat, hi ha una sola nau i a l'altar major, la imatge de Sant Bernat, patró de la capella. Davant de la porta hi ha un porxo amb sostre de bigues. L'edifici és de planta rectangular i amb teulada a dues vessants. Construcció: parament de carreus irregulars en filades.

## Notícies històriques
Aquesta capella dona nom a una de les quatre partides en què es divideix la zona immediata dels voltants de Solsona, anomenada el vinyet, per haver estat destinada al conreu de la vinya fins a finals del segle xix.